# 恋するメゾン
『恋するメゾン』（こいするメゾン）は、八神千歳による日本の漫画作品。『ちゃお』（小学館）にて2018年12月号から2020年2月号まで連載された。番外編が『ちゃおデラックス』（同社刊）に掲載された。

## あらすじ
水瀬鈴芽は訳あって叔母が営む中学生のみの学生寮『木曜日』に住んでおり、そこから中学に通う普通の女子中学生…だったのだが、叔母が突然『世界一周旅行』で旅立ったことで強制的に寮の管理人をやることになった。ところが彼女の同居人は一癖も二癖も個性が強い住人だらけ。そんな鈴芽が気になることは202号室の住人。一緒に住んでいるのに一度も顔を合わせたことがなく謎の存在とされていたのだった。
そんなとき鈴芽は美術部のクラブ活動中に、向かいの弓道室で弓道をしている神葉貴博に間接的に遭遇する。彼の凛とした佇まいとミステリアスな雰囲気に惹かれ、片思いするようになるが、彼がその202号室の住民だったことを知るのはすぐあとのことだった。

## 登場人物
声の項はボイスコミック版の声優。
水瀬 鈴芽（みなせ すずめ）
声 - 鈴木絵理
201号室に住んでいる木曜日の管理人。中学2年生、美術部。セミロングの髪をリボンで結わいて低めのツインテールにしている。
しっかり者で、ドジで天然だが、料理上手ででオムライスが得意料理。「ヤレヤレだわよ…」が口癖。
貴博に片思い中。
神葉 貴博（しんば たかひろ）
声 - 梶原岳人
202号室。鈴芽と同じ中学校に通う男の子。大人びた容姿で、クールに見えがちだが天然。
部活が弓道部で毎日練習で、誰よりも早く家を出て誰よりも遅く帰ってくるため鈴芽とは面識がなかった。
女子によくモテるが、本人曰く「好きってよくわからない」らしい。
10月9日生まれ。
白鳥 礼音（しらとり レオン）
声 - 土田玲央
203号室。「チャオ」が口癖の陽気な年上男子。長めのボブ頭で中性的な容姿でイケメンだがナルシスト。ガールフレンドがいる。
実家は旅館「月下桜」を経営している。高校生（じょう）とカフェをやっている（凛音）兄がいる。
向井 千鶴（むかい ちづる）
声 - 星谷美緒
204号室。ショートボブに編んだ三つ編みが個性的なクール女子。メンバーの中で一番背が小さい。
常に言葉少なめで、単独行動のため木曜日の住人たちと同調しないため、鈴芽から近寄りがたい存在とされている。
いつも難しい本と一緒に登校しているが、中身は猫耳男子のBL漫画。
六道 斑流（ろくどう いかる）
声 - 梶田大嗣
205号室。ロックが大好きな少年。「ロックだぜ！」が口癖であだ名はロック君。背が小さいことを気にしている。
6月9日生まれ。
ハッピーさん
「木曜日」に住んでいるペットのペンギン。いつから木曜日にいるのかは分からない。
タカのニオイが好きらしい。ずっとタカのそばにいる。

## 書誌情報
- 八神千歳 『恋するメゾン』 小学館〈ちゃおコミックス〉、全3巻
  1. 2019年4月26日発売[4][5]、ISBN 978-4-09-870500-9
  2. 2019年10月1日発売[6]、ISBN 978-4-09-870643-3
  3. 2020年2月28日発売[7]、ISBN 978-4-09-870741-6